# Stanbridge East
Stanbridge East, en francés Stanbridge-Est y antiguamente Stanbridge, es un municipio perteneciente a la provincia de Quebec en Canadá. Está ubicado en el municipio regional de condado (MRC) de Brome-Missisquoi en la región de Montérégie-Est.

## Geografía

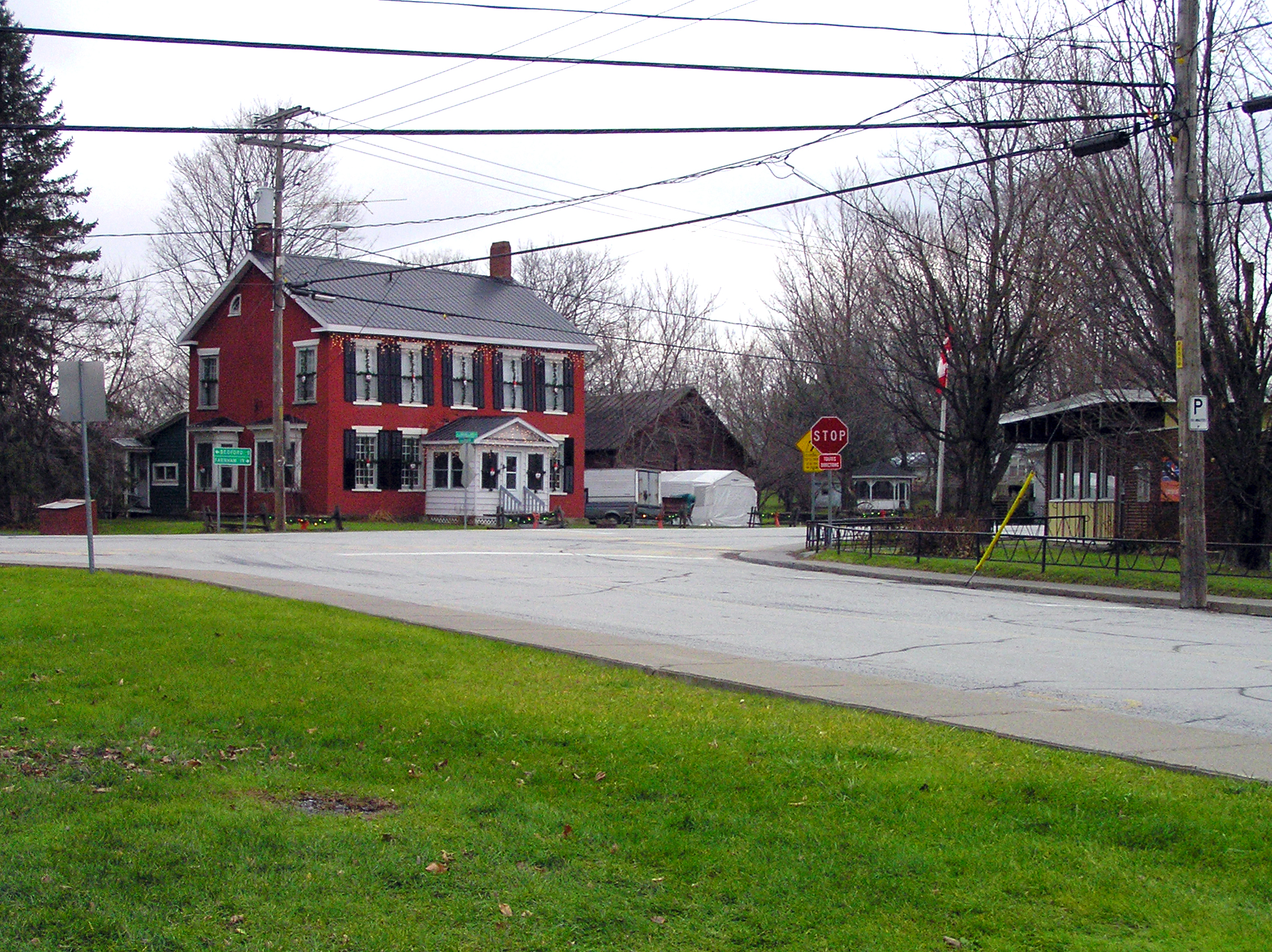
Calles River y Maple.

Stanbridge East se encuentra 23 kilómetros al sur de Farnham y 20 kilómetros al suroeste de Cowansville. Limita al norte con Saint-Ignace-de-Stanbridge, al este con Dunham, al sureste con Frelighsburg, al suroeste con Saint-Armand y al oeste con Bedford. Su superficie total es de 49,77 km², de los cuales 49,38 km² son tierra firme y 0,39 km² en agua. La rivière aux Brochets (río de los Lucios) baña el centro del territorio.

## Urbanismo

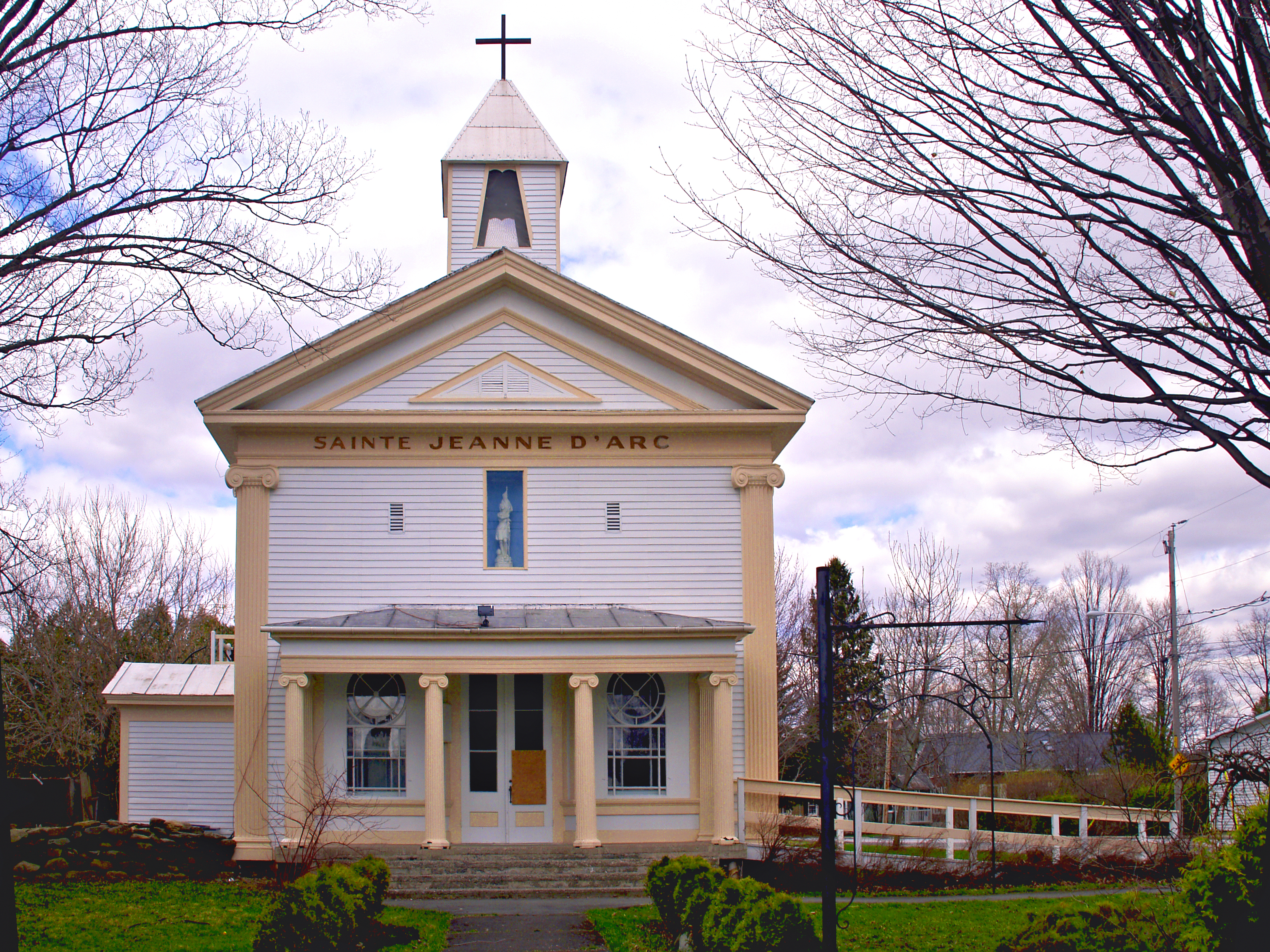
Iglesia católica Sainte-Jeanne-D'Arc.

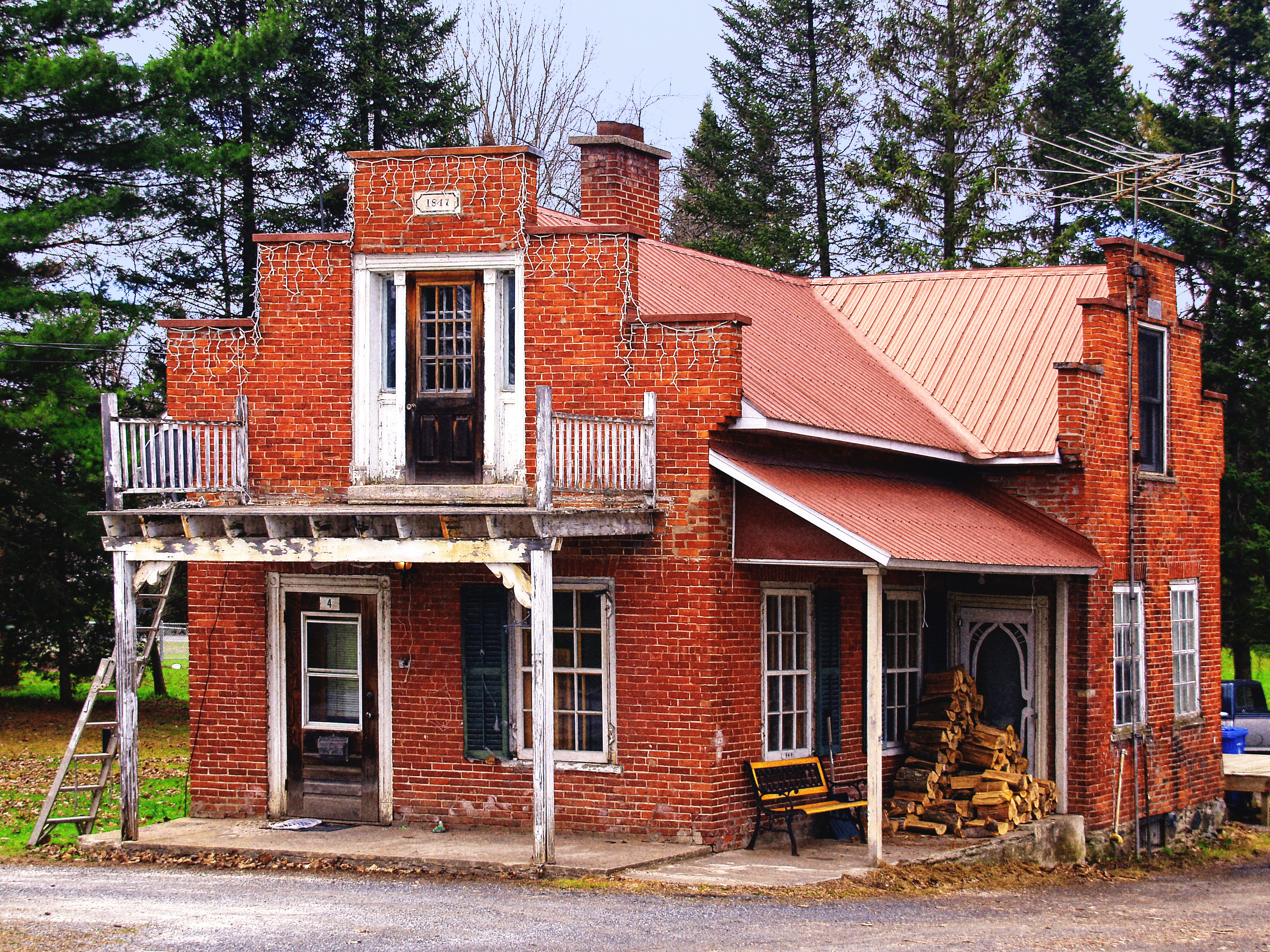
Casa de 1812.

El pueblo de Stanbridge East se encuentra al cruce de la calle Maple y de la calle River. La carretera regional 202 atraevisa el territorio del este al oeste al sur del pueblo. La calle River deviene el chemin Bunker ( QC 237  sur) al sur de la carretera 202 en dirección de Frelighsburd. La calle Maple atraviesa la rivière aux Brochets y cambia de nombre para el de chemin Caleb Tree y chemin Gage hacia Saint-Armand. El chemin Duhamel-Ricebeug borda el río y va a Mystic al noroeste. El chemin North se dirige hacia Notre-Dame-de-Stanbridge al norte.

## Historia

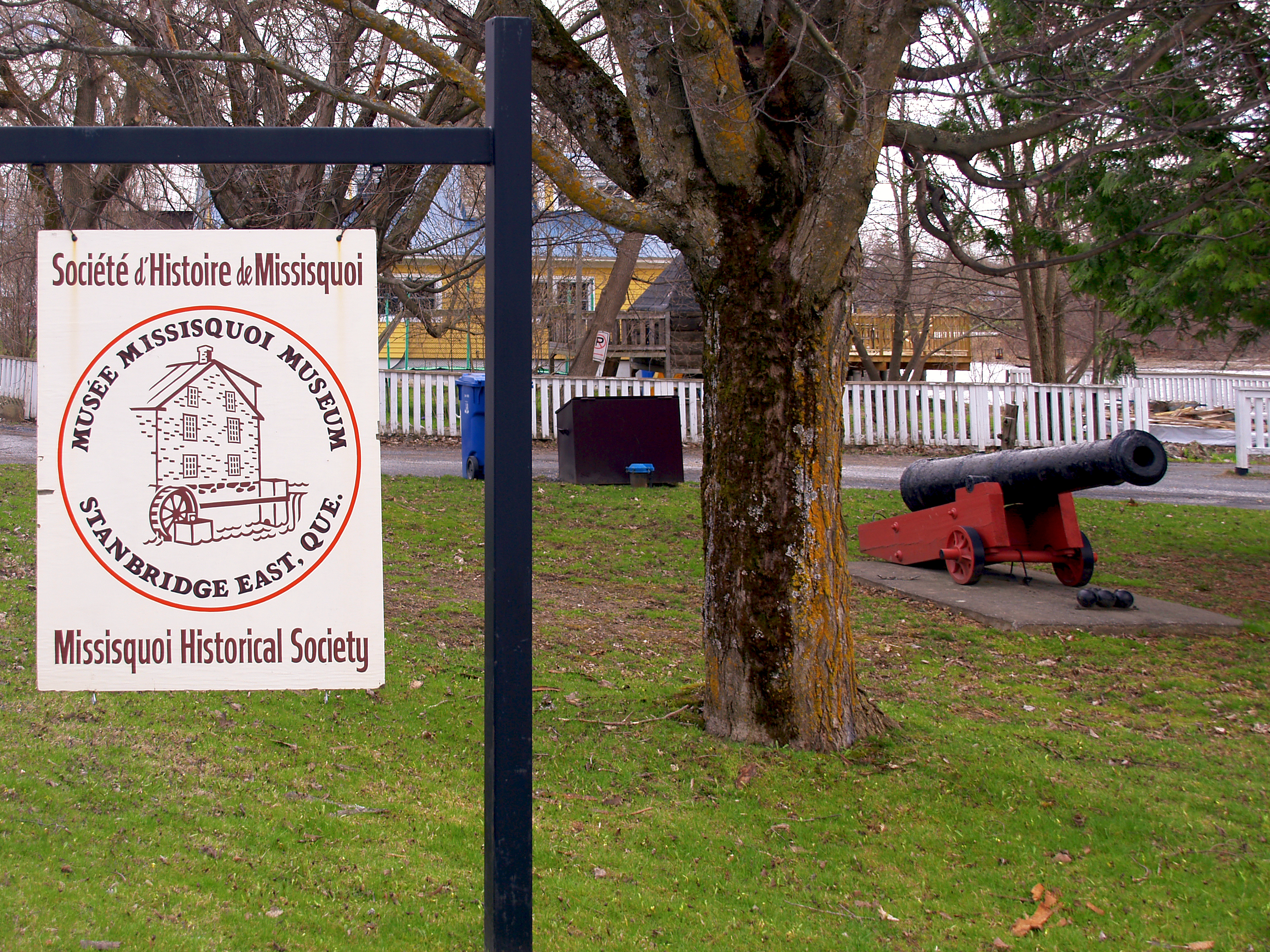
Museo de historia Missisquoi.

Los Abenakis frecuentaron el sitio del actual de Stanbridge East. Los primeros euopeos se establecieron en 1796. El cantón de Stanbridge, del nombre del pueblo de Stanbridge en el condado de Bedfordshire en Inglaterra, fue medido en 1801. La oficina de correos de Stanbridge East abrió en 1836. La parroquia católica de Notre-Dame-des-Anges-de-Stanbridge fue creada en 1845 en el cantón, por separación de la parroquia de Saint-Georges-de-Noyan. El municipio de cantón de Stanbridge fue instituido en 1845 durante al primero intento de sistema municipal en Quebec pero abolido dos años más tarde. Fue reinstituido en 1855. La primera asamblea del consejo municipal tuvo lugar en 1890. El molino de agua Cornell functiona hasta 1960. En 1971, la carretera 202 fue reconstruida al exterior del pueblo. En 1997, el municipio cambió su nombre y su estatuto para municipio de Stanbridge East.

## Política
El consejo municipal se compone del alcalde y de seis consejeros sin división territorial. El alcalde actual (2015) es Gregory Vaughan.
|            | 2005-2009                                                                             | 2009-2013                                                                                | 2013-2017                                                                                           |
| Alcalde    | Gregory Vaughan                                                                       | Gregory Vaughan                                                                          | Gregory Vaughan                                                                                     |
| Consejeros | Judy Black Robert Deschamps Michel Giroux Michael Laduke François Reid Ronald Stewart | Judy Black Robert Deschamps Michael Laduke Sylvain Paquette François Reid Ronald Stewart | Robert Deschamps François Reid Barbara Skelton Belligham Ronald Stewart Agnes Wightman Robert Young |

 * Consejero al inicio del termo pero no al fin.  ** Consejero al fin del termo pero no al inicio. 
A nivel supralocal, Stanbridge East forma parte del MRC de Brome-Missisquoi. El territorio del municipio está ubicado en la circunscripción electoral de  Brome-Missisquoi a nivel provincial y de  Brome-Missisquoi también a nivel federal.

## Demografía
Según el censo de Canadá de 2011, Stanbridge East contaba con 873 habitantes. La densidad de población estaba de 17,8 hab./km². Entre 2006 y 2011 hubo un aumento de 40 habitantes (4,8 %). En 2011, el número total de inmuebles particulares era de 383, de los cuales 363 estaban ocupados por residentes habituales, otros siendo desocupados o residencias secundarias.
Evolución de la población total, 1991-2015

## Cultura
La biblioteca Denise-Larocque-Duhamel abrió en 1989.